# Ocotea delicata
Ocotea delicata är en lagerväxtart som beskrevs av A. Vicentini. Ocotea delicata ingår i släktet Ocotea och familjen lagerväxter. Inga underarter finns listade i Catalogue of Life.